# Girl Power North America Tour
Il Girl Power North America Tour è stato il primo tour musicale della cantante britannica Charli XCX, a supporto del suo secondo album in studio Sucker (2014).

## Scaletta
1. Sucker
2. Breaking Up
3. I Love It
4. Famous
5. SuperLove
6. Black Roses
7. Lock You Up (contiene elementi di Nuclear Seasons)
8. Caught in the Middle
9. Need Ur Luv
10. Stay Away
11. You (Ha Ha Ha)
12. Money (That's What I Want) (cover dei The Flying Lizards cover)
13. London Queen
14. Break the Rules
15. Grins
16. Gold Coins
17. Fancy (GTA Remix)

1. Boom Clap

## Date del tour
| Data              | Città              | Stato       | Luogo                        |
| ----------------- | ------------------ | ----------- | ---------------------------- |
| 26 settembre 2014 | Orlando            | Stati Uniti | The Social                   |
| 27 settembre 2014 | Fort Lauderdale    | Stati Uniti | Culture Room                 |
| 29 settembre 2014 | Jacksonville Beach | Stati Uniti | Freebird Live                |
| 30 settembre 2014 | Charlotte          | Stati Uniti | Amos' Southend               |
| 2 ottobre 2014    | Washington, D.C.   | Stati Uniti | 9:30 Club                    |
| 3 ottobre 2014    | Filadelfia         | Stati Uniti | Theatre of Living Arts       |
| 4 ottobre 2014    | Boston             | Stati Uniti | Royale Boston                |
| 7 ottobre 2014    | New York City      | Stati Uniti | Webster Hall                 |
| 9 ottobre 2014    | Montréal           | Canada      | Virgin Mobile Corona Theatre |
| 10 ottobre 2014   | Toronto            | Canada      | The Hoxton                   |
| 11 ottobre 2014   | Detroit            | Stati Uniti | Saint Andrew's Hall          |
| 13 ottobre 2014   | Chicago            | Stati Uniti | Lincoln Hall                 |
| 14 ottobre 2014   | St. Louis          | Stati Uniti | The Ready Room               |
| 16 ottobre 2014   | Houston            | Stati Uniti | Fitzgerald's                 |
| 17 ottobre 2014   | Austin             | Stati Uniti | Emo's                        |
| 18 ottobre 2014   | Dallas             | Stati Uniti | Trees                        |
| 20 ottobre 2014   | Phoenix            | Stati Uniti | The Crescent Ballroom        |
| 21 ottobre 2014   | San Diego          | Stati Uniti | House of Blues               |
| 24 ottobre 2014   | Los Angeles        | Stati Uniti | Mayan Theater                |
| 25 October 2014   | San Francisco      | Stati Uniti | Slim's                       |